# Taifa di Tavira
La Taifa di Tavira (arabo: طائفة تاويرا) era un regno medievale Islamico taifa Moresco di al-Andalus, che esisteva, nell'attuale Portogallo meridionale, alla caduta dell'Impero almoravide, dal 1146 al 1150, quando fu conquistata dagli Almohadi. 

La taifa era costituita dalla città di Tavira ed i territori limitrofi e comprendeva gran parte dell'attuale Distretto di Faro, confinante con la spagnola Provincia di Huelva.

Attuale estensione del comune di Tavira.

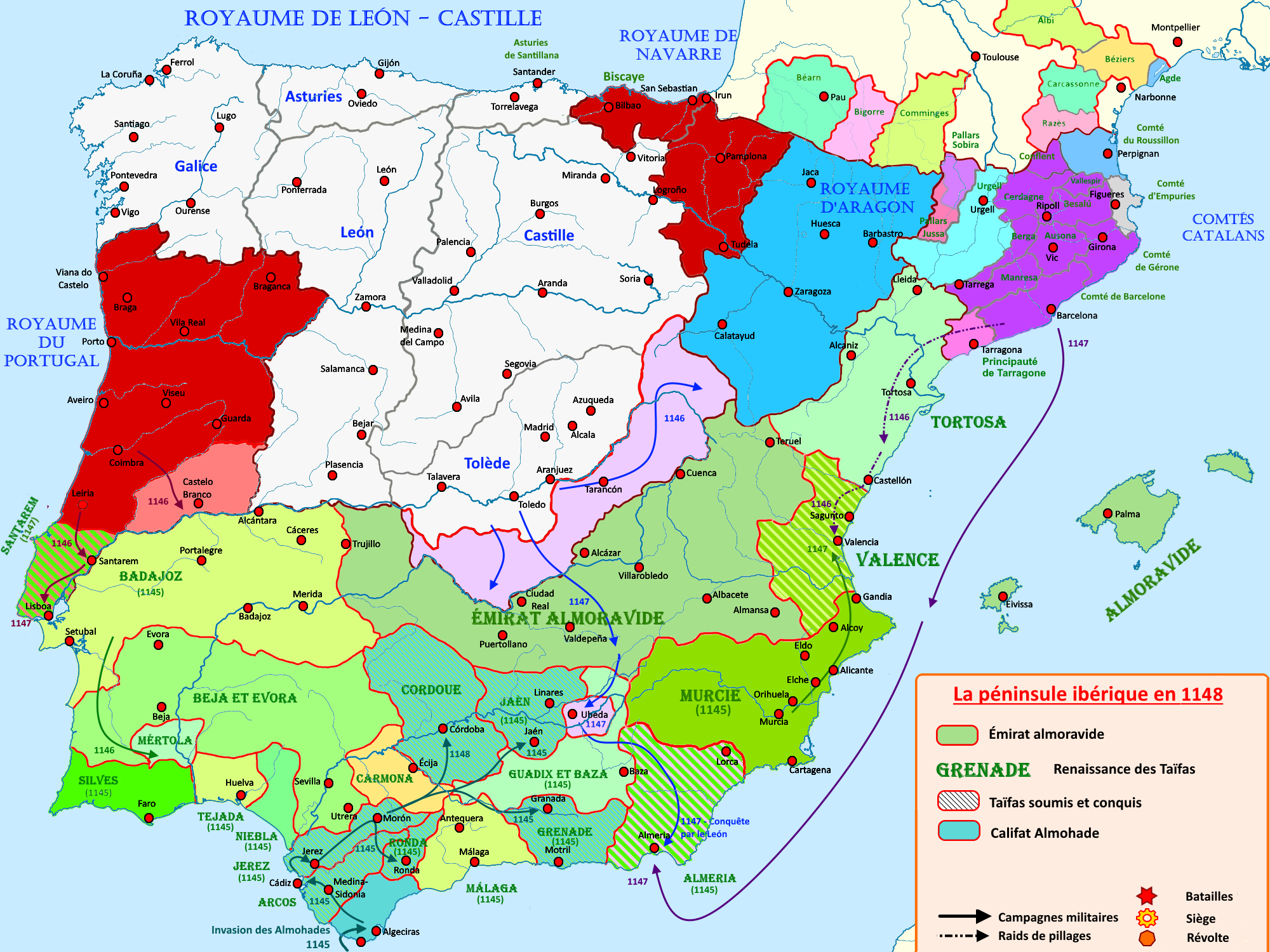
La taifa di Tavira, accomunata alla Taifa di Tejada, e citata con tale nome nel 1148

.

## Storia
Quando l'Impero almoravide perdette vigore vi fu un secondo periodo di espansione dei regni indipendenti, che viene ricordato come Seconda taifa; di questa taifa si hanno poche notizie: si conosce il nome del re, Umar ben Abi Tut, ed il periodo di regno, che ebbe breve durata, tra il 1146 ed il 1150 circa, quando la taifa venne occupata dagli Almohadi.